# St. Jakobus (Kirchrüsselbach)

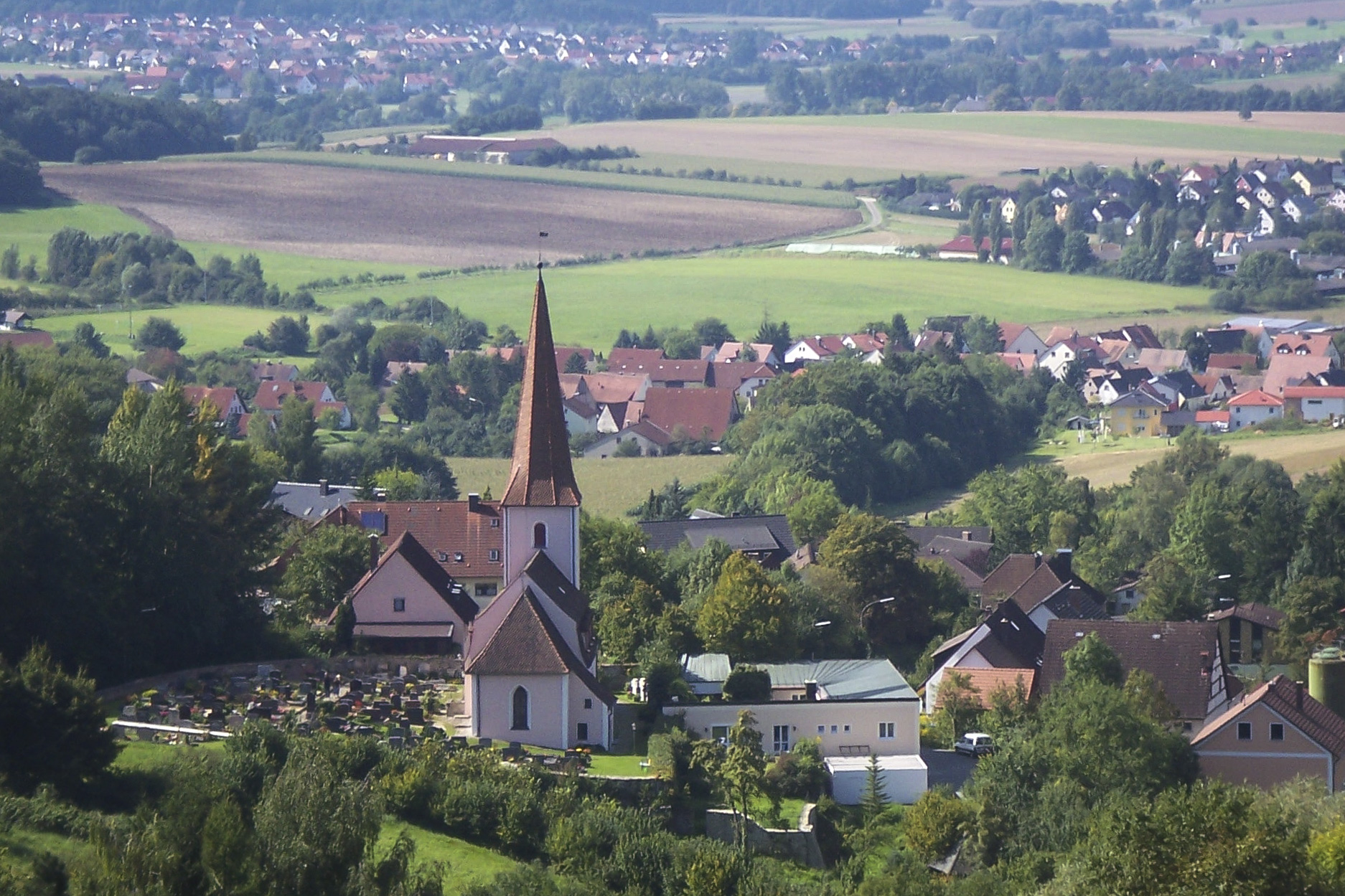
St. Jakobus in Kirchrüsselbach

Die evangelische, denkmalgeschützte Pfarrkirche St. Jakobus steht in Kirchrüsselbach, einem Gemeindeteil des Marktes Igensdorf im Landkreis Forchheim (Oberfranken, Bayern). Das Bauwerk ist unter der Denkmalnummer D-4-74-140-16 als Baudenkmal in der Bayerischen Denkmalliste eingetragen. Die Pfarrei gehört zum Dekanat Gräfenberg im Kirchenkreis Nürnberg der Evangelisch-Lutherischen Kirche in Bayern.

## Beschreibung
Das mit einem Mansarddach bedeckte Langhaus der Saalkirche wurde 1776–79 nach einem Entwurf von Johann Gottlieb Riedel erbaut. Ferner versah er den 1586 gebauten Kirchturm im Westen mit einem achtseitigen Knickhelm. Der eingezogene, im Innern mit einem Kreuzrippengewölbe überspannte Chor ist das Erdgeschoss eines ehemaligen Chorturms aus dem 14./15. Jahrhundert. 
Der Innenraum des mit einem Tonnengewölbe überspannten Langhauses hat Emporen an den Längsseiten. Der Stuck an der Decke stammt von Rudolf Albini. Die Orgel mit neun Registern, zwei Manualen und einem Pedal wurde 1922 von G. F. Steinmeyer & Co. gebaut.